# 46 p.n.e.
| [ Edytuj tabelę ] |                                                                            |
| Król Armenii      | - 55 p.n.e. Artawazdes II 34 p.n.e.                                        |
| Król Bosporu      | - 47 p.n.e. Asander 17 p.n.e. - 47 p.n.e. Mitrydates z Pergamonu 46 p.n.e. |
| Cesarz Chin       | - 49 p.n.e. Han Yuandi 33 p.n.e.                                           |
| Władca Egiptu     | - 51 p.n.e. Kleopatra 30 p.n.e. - 47 p.n.e. Ptolemeusz XIV 44 p.n.e.       |
| Król Judei        | - 63 p.n.e. Jan Hirkan II 40 p.n.e.                                        |
| Król Kommageny    | - 70 p.n.e. Antioch I 36 p.n.e.                                            |
| Król Nabatei      | - 59 p.n.e. Malichus I 30 p.n.e.                                           |
| Król Numidii      | - 60 p.n.e. Juba I 46 p.n.e.                                               |
| Król Paflagonii   | - 63 p.n.e. Attalos 40 p.n.e.                                              |
| Król Partów       | - 57 p.n.e. Orodes II 37 p.n.e.                                            |
| Dyktator Rzymu    | - 49 p.n.e. Juliusz Cezar 44 p.n.e.                                        |
| Król Tracji       | - 48 p.n.e. Reskuporis I 42 p.n.e.                                         |

Rok 46 p.n.e.
stulecia: II wiek p.n.e. ~
I wiek p.n.e. ~
I wiek

lata: 56 p.n.e. «
50 p.n.e. «
49 p.n.e. «
48 p.n.e. «
47 p.n.e. «
46 p.n.e. »
45 p.n.e. »
44 p.n.e. »
43 p.n.e. »
42 p.n.e. »
36 p.n.e.

## Wydarzenia
- 4 stycznia – porażka Juliusza Cezara z Tytusem Labienusem w bitwie pod Ruspiną.
- 6 lutego – wojny domowe Rzymu: zwycięstwo Cezara nad zwolennikami rządów Senatu, których wspierał Juba, król Numidii pod Tapsus.
- 6 kwietnia – wojny domowe Rzymu: w bitwie pod Tapsus wojska Cezara dokonały rzezi 10 tys. pompejańczyków.
- Juliusz Cezar zdecydował, że od 1 stycznia następnego roku będzie obowiązywał nowy kalendarz juliański. Aby zniwelować różnicę między starym a nowym kalendarzem, rok 46 p.n.e. został przedłużony do 445 dni, przez co zyskał sobie miano „annus confusionis” – roku bałaganu. Był to najdłuższy rok w historii.
- Pobyt Kleopatry w Rzymie.
- Zorganizowano nową prowincję Africa Nova.
- Numidia znalazła się pod władzą Rzymu.
- Cezar wyruszył do Hiszpanii.

## Urodzili się
- Antypater II, najstarszy syn Heroda Wielkiego
- Publiusz Kwinktyliusz Warus, rzymski dowódca, poniósł klęskę w bitwie w Lesie Teutoburskim
- Lucjusz Strabo, prefekt pretorianów i rzymski namiestnik Egiptu

## Zmarli
- Wercyngetoryks, król galijskich Arwernów
- Katon Młodszy, polityk i filozof rzymski, popełnił samobójstwo (ur. 95 p.n.e.)
- Scypion Metellus, rzymski wódz i polityk, teść Pompejusza
- Juba I król Numidii